# Шиммер та Шайн
Шиммер і Шайн (англ. Shimmer and Shine) — американський анімаційний телесеріал, створений Фарназом Еснаашарі-Чарматцом і створений Guru Studio в 1 сезоні, Xentrix Studios в 2 і 4 сезонах і Nickelodeon Animation Studio. Прем'єра відбулася на Nick Jr. 24 серпня 2015 року та тривала чотири сезони до 9 лютого 2020 року..

## Сюжет
Перший сезон розгортається у світі людей і зосереджується на молодій дівчині на ім’я Лія, яка дружить із сестрами-близнюками-джинами на ім’я Шиммер і Шайн. Щодня джини виконують Лію три бажання, але вони часто помиляються. У кожному епізоді Лія працює разом із джинами, щоб вирішити проблеми, які вони ненавмисно спричинили, зберігаючи Шиммер і Шайн у секреті від свого сусіда та найкращого друга Зака.
У другому сезоні дівчата потрапляють у чарівну країну, де живуть Шиммер і Шайн. Лія розповідає про існування своїх джинів Заку, якому дають власного джина на ім’я Каз. Шіммер і Шайн продовжують виконувати бажання Лії та дружити з володаркою землі, Принцесою Самірою.

## Український дубляж
- Шиммер — Єлизавета Зіновенко
- Шайн — Галина Дубок
- Лія — Анастасія Зіновенко
- Зіта — Наталя Ярошенко
- Принцеса Саміра — Юлія Перенчук